# Edgar Moon

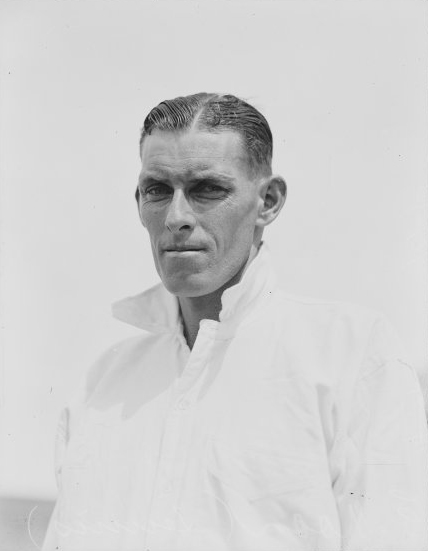
Edgar Moon

Edgar "Gar" Moon, född 3 december 1904 Forest Hill i Queensland i Australien, död 26 maj 1976, var en australisk högerhänt tennisspelare.

## Tenniskarriären
Moon vann sin första titel i Australiska mästerskapen 1929, då han tillsammans med Daphne Akhurst vann mixed dubbeltiteln genom finalseger över makarna Marjorie Cox Crawford/Jack Crawford (6-0, 7-5). Han vann mixed dubbeltiteln också 1934, den gången tillsammans med Joan Hartigan. I finalen besegrade de paret Emily Hood Westacott/Ray Dunlop (6-3, 6-4). 
Moon var också en skicklig singelspelare som hade sin största framgång i Australiska mästerskapen 1930. Han besegrade Jack Crawford i semifinalen och därefter Harry Hopman i finalen (6-3 6-1 6-3). Tillsammans med Jack Crawford vann han också dubbeltiteln i mästerskapen. I finalen besegrade de Harry Hopman som spelade tillsammans med den 10-faldige Grand Slam-vinnaren och landsmannen Gerald Patterson (12-10 6-3 4-6 6-4).   
Gar Moon deltog 1930 i det Australiska Davis Cup-laget. Han spelade toalt fyra singelmatcher och vann samtliga.
Som tennisspelare var Moon känd för sina kraftfulla grundslag och betraktades som en "komplett" spelare.

## Grand Slam-titlar
- Australiska mästerskapen
  - Singel - 1930
  - Dubbel - 1932
  - Mixed dubbel - 1929, 1934